# ناثانيل بي لانجفورد
ناثانيل بي لانجفورد (بالإنجليزية: Nathaniel P. Langford)‏ هو مستكشف وشخصية أعمال أمريكي، ولد في 1832 في نيويورك في الولايات المتحدة، وتوفي في 1911 في سانت بول في الولايات المتحدة.

## وصلات خارجية
- ناثانيل بي لانجفورد على موقع الموسوعة البريطانية (الإنجليزية)